# Alpioniscus slatinensis
Alpioniscus slatinensis là một loài chân đều trong họ Trichoniscidae. Loài này được Buturovic miêu tả khoa học năm 1955.